# ゴト師株式会社 悪徳ホールをぶっ潰せ!
ゴト師株式会社 悪徳ホールをぶっ潰せ!は1993年に公開された映画。

## あらすじ
華やかなパチンコの裏側に隠された世界。そこには金と権力が渦巻いている。庶民の娯楽を利用してある者は私腹を肥そうとし、ある者は権力を手に入れようとする。だが、それらの悪に日夜着々と戦いを挑む影の集団がいた。それが、「ゴト師株式会社」。彼らは依頼人の要求に応じて最先端のゴト（裏ワザ）テクニックをたくみに繰り作戦を遂行する。そして今日も新たな仕事が依頼された。悪徳経営で暴利をむさぼるホールの粉砕だ。しかし、この依頼には裏があった。いつしかゴト師達は命さえも狙われるピンチに立たされていた。果たして彼らは反撃に出るが・・・。

## キャスト
- 君島一明（社長）：根津甚八
- 戸張貴和子：名取裕子
- 菅原刑事：藤岡弘、（特別出演）
- 博士：伊藤克
- マサル：加藤永二
- ユミ：髙田万由子
- 工事屋：松田勝
- 情報屋：でんでん
- インター2号店店長：長澤隆
- 代議士秘書：阿部祐二
- 鬼塚代議士：荒谷公之
- モナコ社長：三上剛仙
- モナコ店長：北原弘一
- 刑事：宮前ひろし、香田卓也
- 国税査察官：小野明良
- ゴト師：下田一仁、秋山宏一（友情出演）
- 公園で新聞を読んでた男：下田一仁

## スタッフ
- 原作：「ゴト師株式会社」（原作：下田一仁、作画：佐原充敏）白夜書房「漫画パチンカー」連載
- 製作：酒井俊博･鈴木ワタル
- プロデューサー：吉田晴彦･中沢宣明
- プロデューサー補：川島典子･久保一郎
- 脚本：岡田恵和・前川洋一
- 監督：鶴田法男
- 撮影監督：加藤正幸
- 美術：重田重盛
- 照明：野田正博
- 録音：岸田和美
- 編集：中西正義
- 音楽プロデューサー：今井正弘
- 音楽：藤澤由二
- 助監督：福嶋孔道
- 製作担当者：大川修
- パチンコ技術指導：秋山宏一プロ
- 協力：白夜書房
- 製作協力：松竹

## 映画の影響
当時、この事から週刊誌などで特集が組まれたが、ほとんどのパチンコホールは取材拒否だった。

## 続編
- ゴト師株式会社2 ゴト師 VS ゴト師（1994年）
  - 出演 - 君島一明：根津甚八、博士：荒谷公之、マサル：加藤永二、ユミ：高田万由子	、工事屋：松田勝、情報屋：でんでん、鳥羽：名高達郎、小松原：本郷功次郎、印象的な男：ベンガル
- ゴト師株式会社3（1994年）
  - 出演 - 君島一明：根津甚八、工事屋：松田勝、情報屋：でんでん、博士：荒谷公之、マサル：加藤永二、ユミ：中嶋美智代、″右手″：田村亮、早苗：喜多嶋舞
- ゴト師株式会社スペシャル 警察庁防犯課第5104号事件（4作目、1995年）
  - 出演 - 君島一明：根津甚八、天地猟子：島田陽子、博士：荒谷公之、情報屋：でんでん、工事屋：松田勝、マサル：井原崇、ユミ：中嶋美智代、金田：草薙幸二郎